# Compagnie des chemins de fer royaux de Westphalie

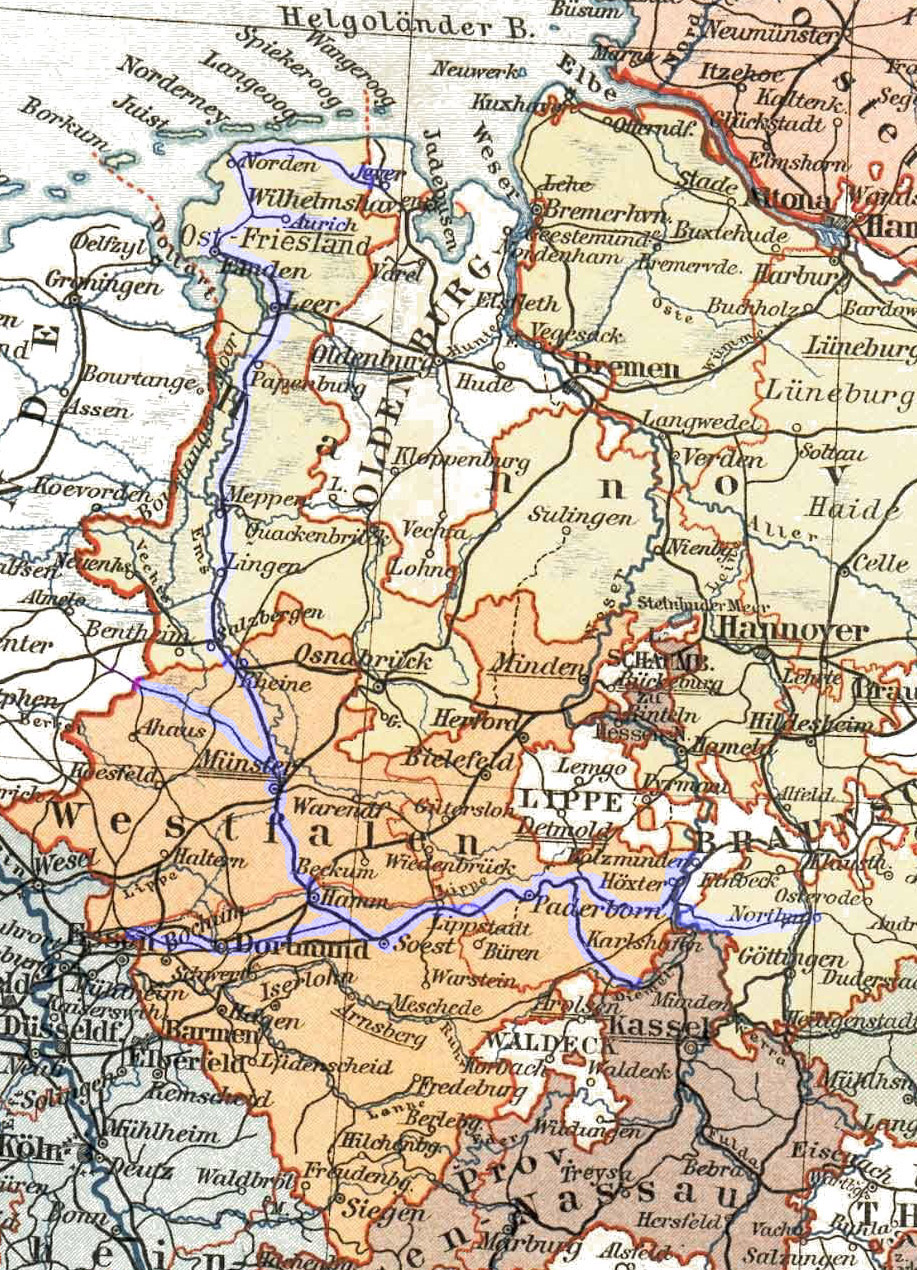
Les lignes du Compagnie des chemins de fer royaux de Westphalie (en bleu)

La Compagnie des chemins de fer royaux de Westphalie (KWE, également WfE) est la compagnie ferroviaire d'État de la province de Westphalie, qui appartient au royaume de Prusse et, avec le chemin de fer de bas-silésien-margravien et le chemin de fer de l'Est, constitue la base des chemins de fer d'État de la Prusse. Le réseau de lignes KWE comprend environ 315 kilomètres de Rheine via Hamm jusqu'à Warburg et de Welver à Oberhausen .

## Histoire
Dans un premier temps, la KWE devait uniquement combler le vide de 32 kilomètres entre Hamm à Lippstadt entre la ligne Münster-Hamm (de), ouverte en 1848, et la ligne Cologne-Minden-Compagnie des chemins de fer de liaison de Thuringe (KMTVEG) qui est en construction à l'époque en même temps. Cependant, cette dernière fait faillite en 1848 et l'État prussien reprend la construction et l'exploitation avec KWE.
La cause de la faillite du KMTVEG est la difficulté de construire un tunnel resté inachevé : afin d'éviter de franchir la vallée du Beke (de) à l'ouest d'Altenbeken, elle a conçu un tracé qui traverserait la crête principale des monts Egge (de) près de Willebadessen dans un tunnel de 600 mètres de long. Les vestiges de cette ruine d'investissement « Ancien chemin de fer (de) » sont encore visibles aujourd'hui.
La ligne principale des chemins de fer de Westphalie (de) part d'Hamm jusqu'à Warburg via Soest, Lippstadt, Paderborn et Altenbeken. La construction de la ligne est décidée entre le royaume de Prusse et l'électorat de Hesse, qui se situe entre la Westphalie et le cœur prussien. Elle est ouverte le 4 octobre 1850 à Paderborn et le 21 juillet 1853 à Warburg. La ligne est le premier chemin de fer ouest-allemand à traverser une chaîne de montagnes basses. Le viaduc d'Altenbeken (de) est l'un des premiers monuments de l'histoire des chemins de fer allemands.
Après la reprise du chemin de fer de Münster à Hammer en 1855, la ligne est ajoutée. En 1856, elle est poursuivie jusqu'à Rheine, où il y a une connexion avec les ports de la mer du Nord d'Emden et de Leer via la ligne du pays de l'Ems (ligne de l'Ouest hanovrien). Cet itinéraire des chemins de fer d'État hanovriens est très intéressant pour le royaume de Prusse en raison des tarifs élevés des ports néerlandais du Rhin. Après la guerre austro-prussienne avec l'annexion du royaume de Hanovre en 1866, ses chemins de fer d'État passent également aux mains des Prussiens et sont remis aux chemins de fer royaux de Westphalie deux ans plus tard.
Depuis la gare de Welver, entre Hamm et Soest, une ligne droite est construite en 1876 via Unna-Königsborn jusqu'à la gare de Dortmund-Sud (de), que la Compagnie des chemins de fer rhénans exploite également. Bien que la ligne ait été prolongée plus à l'ouest sous le nom de ligne de la vallée de l'Emscher (de) à partir de 1879 via Dorstfeld, Bodelwickelh, Mengede, Herne, Gelsenkirchen, Horst jusqu'à Osterfeld WfE (de), l'exploitation sur ce tronçon n'a pas pu être poursuivie économiquement.

## Lignes

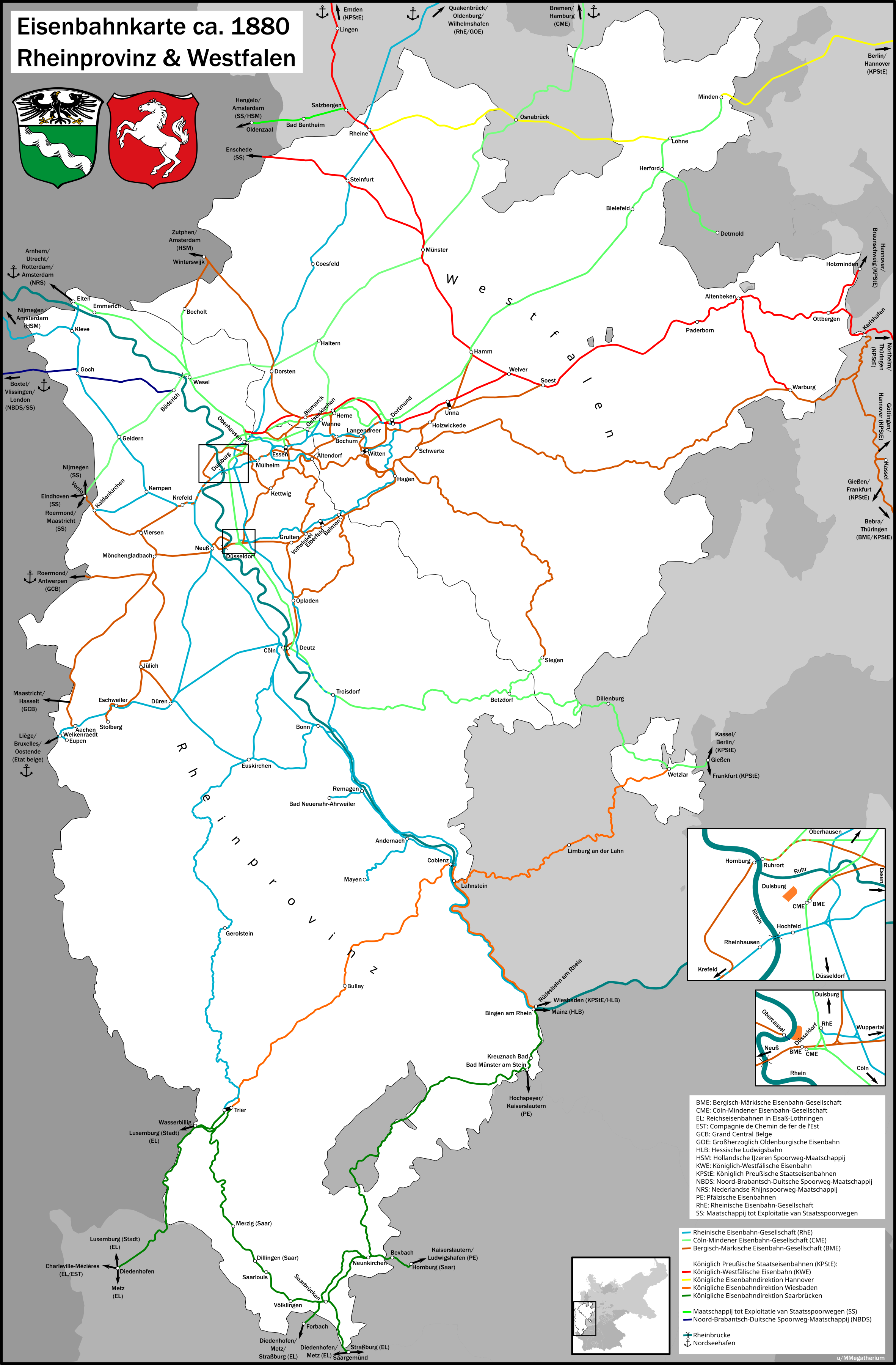
Carte ferroviaire de la province de Rhénanie et de Westphalie (vers 1880)

| Ouverture          | Longueur [km] | Ligne                                                 | Notes |
| ------------------ | ------------- | ----------------------------------------------------- | --- |
| 1er octobre 1850   | 76,1          | Hamm-Paderborn (de)                                   | |
| 28 mars 1851       | 4,6           | Warburg-Haueda (de)                                   | loué selon |
| 22 juillet 1853    | 54,5          | Paderborn-Warburg (de)                                | reprise par la Compagnie des chemins de fer de Cologne-Minden construite par l'État prussien dès 1850 avec un autre tracé |
| 26 mai 1848        | 34,9          | Münster-Hamm (de)                                     | acquise par le rachat de la Compagnie des chemins de fer de Münster-Hamm en 1855 |
| 27 juin 1856       | 39,0          | Münster-Rheine (de)                                   | |
| 1er octobre 1864   | 41,4          | Altenbeken-Höxter (de)                                | |
| 10 octobre 1865    | 7,4           | Höxter-Holzminden (de)                                | Raccordement à la ligne sud du Brunswick (de) vers Kreiensen/Börßum (de)-Jerxheim (de)-Oschersleben (de)-Magdebourg (de) |
| 1er janvier 1868   | 178,4         | Emden-Salzbergen/Rheine                               | selon la reprise du tronçon Emden-Rheine, du « ligne de l'Ouest hanovrien » des anciens chemins de fer royaux d'État hanovriens selon le 1er mai 1867, le tronçon Emden-Salzbergen est repris « par échange » par la « Direction royale des chemins de fer de Westphalie » ; à partir du 1er avril 1881, la liaison Emden-Münster est attribuée à la « Direction royale des chemins de fer de Cologne (rive droite) », la désignation officielle de la ligne étant « Chemin de fer de Westphalie(Emden-Soest) dans le district de la direction royale des chemins de fer de Cologne (rive droite) ». |
| 30 septembre 1875  | 60,3          | Münster-Enschede (de)                                 | |
| 15. mai 1876       | 35,8          | Welver-Dortmund KWE (de)                              | |
| 15 janvier 1878    | 64,0          | Ottbergen-Northeim (de)                               | |
| 1er septembre 1878 | 12            | Dortmund KWE-Mengede (de)                             | |
| 12 novembre 1879   | ~35           | Bodelschwingh-Osterfeld KWE (de)                      | |
| 15 mars 1880       | ?             | Osterfeld KWE-Sterkrade KWE (de)                      | |
| 15 juin 1883       | 77,9          | Emden-Norden-Esens-Wittmund/Landesgrenze zu Oldenburg | selon Construction de la ligne pour le compte du ministère prussien du Commerce, afin de créer une liaison Emden-Wilhelmshaven pour les besoins militaires, les travaux préparatoires sont encore terminés en septembre |
| 15 juin 1883       | 10,5          | Georgsheil-Aurich (de)                                | selon Construction de lignes pour le compte du ministère prussien du Commerce |